# Jest w Poznaniu
Jest w Poznaniu – wiersz autorstwa Kazimiery Iłłakowiczówny z 1956.
Wiersz dotyczy incydentu z udziałem młodego poznańskiego robotnika Gulczyńskiego, który (jak utrzymywała władza) po pijanemu wsiadł na grzbiet Pegaza zlokalizowanego na gmachu poznańskiego Teatru Wielkiego (podtytuł brzmi: Poświęcone ryzykantowi, który niedawno wsiadł na Pegaza umieszczonego na dachu opery w Poznaniu). Gulczyński był uczestnikiem Powstania Poznańskiego w 1956, w związku z czym nie był postacią, którą reżim komunistyczny w Polsce mógł w jakikolwiek sposób promować. Wiersz miał się ukazać w czasopiśmie Orka w 1958, ale na skutek interwencji cenzury nie został tam opublikowany, gdyż mógłby trafić w ten sposób do zbyt szerokich mas odbiorców. Ukazał się dopiero w 1959 w niskonakładowym tomiku poetyckim Lekkomyślne serce (Czytelnik). Został też w całości zacytowany w cenzorskich materiałach instruktażowych. Ukazał się również w 1968 w tomie Pozdrawiam moje miasto (Wydawnictwo Poznańskie).